# Светска популација
У демографији, светска популација је укупан број људи који тренутно живе, а процењено је да је у новембру 2022. године достигла 8 милијарди људи.
Светска популација је доживела континуирани раст од краја велике глади (1315—1317) и Црне смрти 1350-е године, када је била близу 370 милиона. Највећа стопа раста популације — глобална популација се повећава изнад 1,8% годишње — десила се између 1955. и 1975. године, са врхунцем од 2,06% између 1965. и 1970. године. Стопа раста се смањила на 1,18% у периоду између 2010. и 2015. године и предвиђа се да ће у наредном периоду 21. века опасти.
Укупна годишња рођења су била највећа крајем осамдесетих година прошлог века са око 139 милиона, а од 2011. године очекује се да ће остати у суштини константни нивоу од 135 милиона, док је број смрти био 56 милиона годишње, а очекује се да ће до 2040. године порасти на 80 милиона годишње. Просечна старост светске популације је износила 30,4 година по проценама за 2018. годину.

## Светска популација

### по регионима
У Азији живи са 4,3 милијарди људи што чини више од 60% светске популације. Само у Кини и Индији заједно живи преко 37% популације. Следи Африка са око милијарду људи, што је 15% светске популације, затим Европа са 733 милиона људи (12% светске популације), Латинска Америка и Кариби 600 милиона (9%), Северна Америка 352 милиона (5%) и Океанија/Аустралазија са 35 милиона (0,5%).

### по земљама
| Ранг | Земља / Територија | Популација    | Датум            | % светске популације |
| ---- | ------------------ | ------------- | ---------------- | -------------------- |
| 1    | Кина               | 1.386.890.000 | 31. октобар 2017 | 18.3%                |
| 2    | Индија             | 1.322.490.000 | 31. октобар 2017 | 17.5%                |
| 3    | САД                | 325.924.000   | 31. октобар 2017 | 4.3%                 |
| 4    | Индонезија         | 261.600.000   | 13. октобар 2017 | 3.45%                |
| 5    | Пакистан           | 209.222.000   | 13. октобар 2017 | 2.76%                |
| 6    | Бразил             | 208.120.000   | 13. октобар 2017 | 2.75%                |
| 7    | Нигерија           | 188.500.000   | 13. октобар 2017 | 2.49%                |
| 8    | Бангладеш          | 163.297.000   | 13. октобар 2017 | 2.16%                |
| 9    | Русија             | 146.773.226   | 1. јун 2017      | 1.94%                |
| 10   | Јапан              | 126.750.000   | 1. јул 2017      | 1.67%                |

4,3 милијарди људи живи у ових 10 земаља што чини 58% светске популације.